# KF 라치
KF 라치(알바니아어: KF Laçi)는 라치를 연고로 하는 알바니아의 축구 클럽이다. 현재는 알바니아 수페르리가에 참가하고 있다.

## 성적
- 알바니아 컵 우승 2회 (2012-13, 2014-15), 준우승 1회 (2015-16)
- 알바니아 슈퍼컵 우승 1회 (2015), 준우승 1회 (2013)
- 알바니아 퍼스트디비전 우승 2회 (2003-04, 2008-09)
- 알바니아 세컨드디비전 준우승 1회 (1974-75)

## 선수 명단

### 현역
- 세르조 우이카(2017 ~ 2018, 2021 ~ )
- 아이디 다이코(2023 ~ )
- 알틴 크리예지우(2023 ~ )